# Цилле, Генрих
Генрих Рудольф Ци́лле (нем. Heinrich Rudolf Zille; 10 января 1858, Радебург — 9 августа 1929, Берлин) — немецкий художник, график и фотограф.

## Биография
Цилле родился в бедной семье. Отцом мальчика был мастер по точной механике, мать происходила из горняцкой фамилии. С 1867 года жил в Берлине, где вынужден был зарабатывать себе на хлеб. С 1872 года учился на литографа, посещал также класс рисунка в вечерней школе. Ученик Теодора Хоземанна. В 1877—1907 годах Цилле являлся техническим сотрудником «Фотографического общества». Как график, начиная с 1900 года он сотрудничал с газетами «Молодёжь» (Jugend), «Симплициссимус» (Simplicissimus) и «Весёлые страницы» (Lustige Blätter). Скончался он в 1929 году в Берлине.
Генрих Цилле принадлежит к группе тех берлинских художников, которые к началу XX столетия старались показать пролетарское лицо столицы Германской империи. В своих бесчисленных эскизах и созданных на их основе рисунках, как правило сопровождаемых краткими диалогами, художник изображал жизнь бедняков, люмпенов, рабочих и безработных в подвальных помещениях, на задних дворах и в забегаловках восточных и северных районов Берлина, между Панковом и Руммельсбургом. Своими работами художник вызывал у современников самые противоречивые чувства. Его называли как уважительным Генрих кисти (Pinselheinrich), так и оскорбительным Рисовальщик отхожих мест (Abortzeichner). Один из посетителей графической выставки на Берлинском сецессионе (1901 год), в которой принимал участие и Г. Цилле, высказался о нём: «Этот парень (Цилле) убивает в каждом радость жизни». В то же время по работам Цилле создавались даже театральные постановки. Яркий пример тому — «Придворный бал у Цилле» (Hofball bei Zille), поставленный в 1925 году в берлинском Немецком театре. В годы правления в Германии национал-социалистов творчество художника подвергалось нападкам и поношению, в том числе и со стороны лично А. Гитлера.
Художник скончался вследствие последовавших друг за другом двух инсультов — в феврале и в мае 1929 года.
Племянник Генриха Цилле, эмигрировавший в 1930-е годы в ЮАР, был отцом известного южноафриканского политика Хелен Зилле.

## Галерея

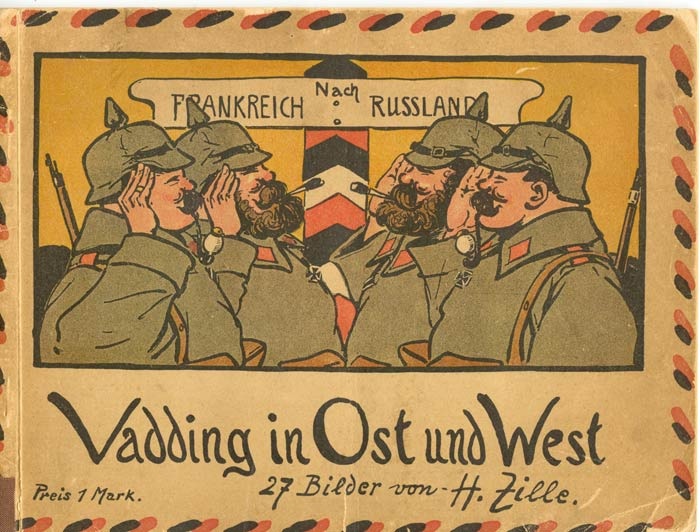
Путешествия на Восток и на Запад
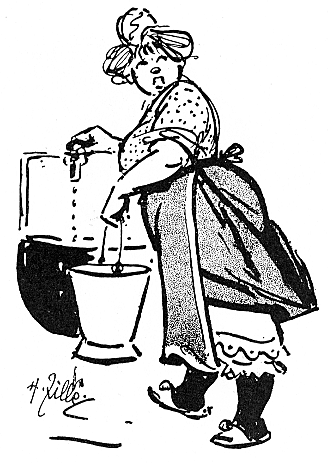
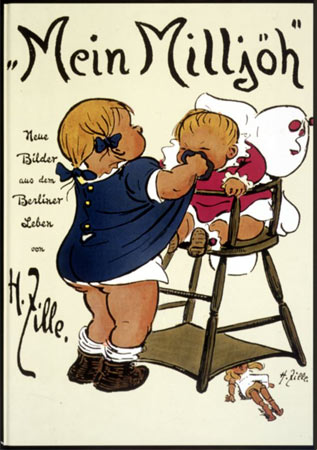
Люди моего круга
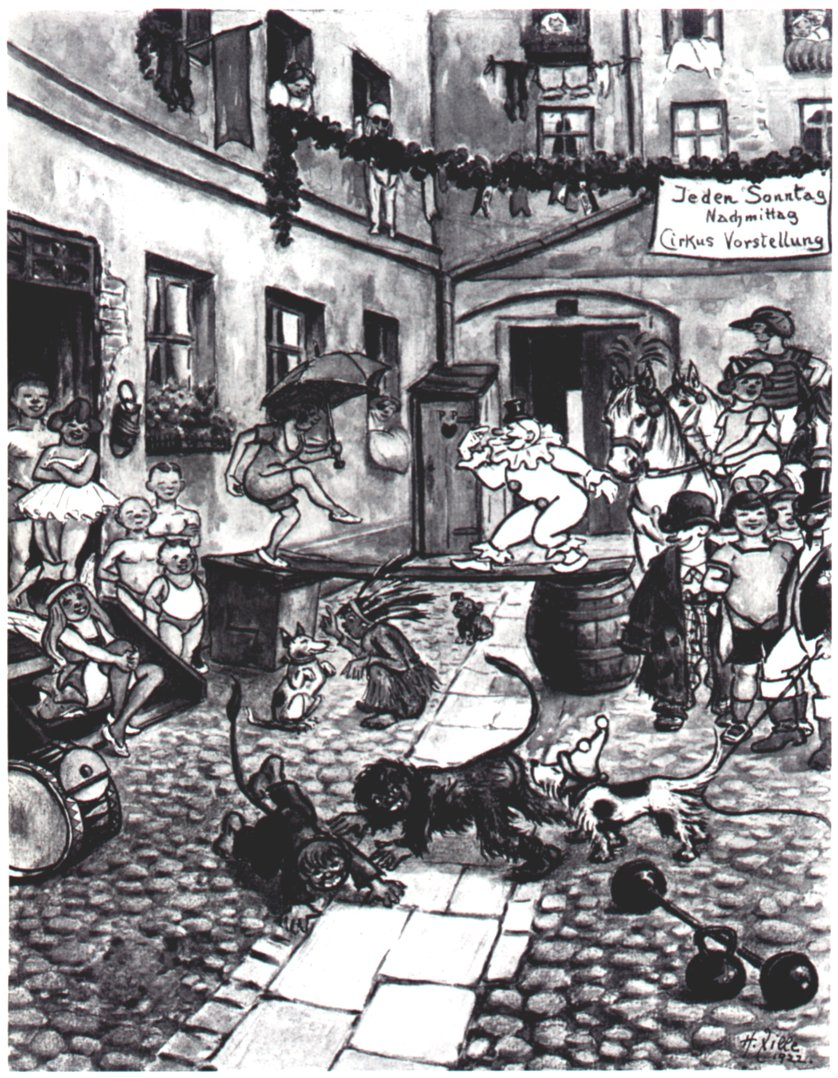
Выступление циркачей
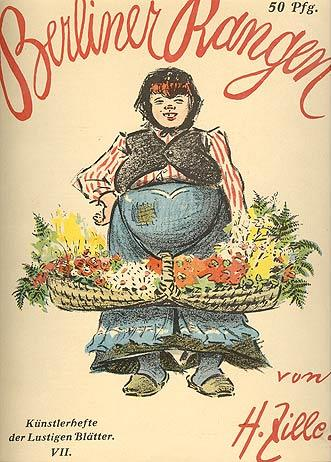

## Память
Правительство ГДР в 1970 году присвоило Генриху Цилле посмертно звание почётного гражданина Берлина. К 150-летнему юбилею со дня рождения художника новый (дополнительно к уже имеющимся в Берлине) памятник Генриху Цилле, выполненный скульптором Торстеном Штегманом (нем. Thorsten Stegmann), был установлен в историческом квартале столицы Николаифиртель, где расположен Музей Цилле.

Почтовые марки
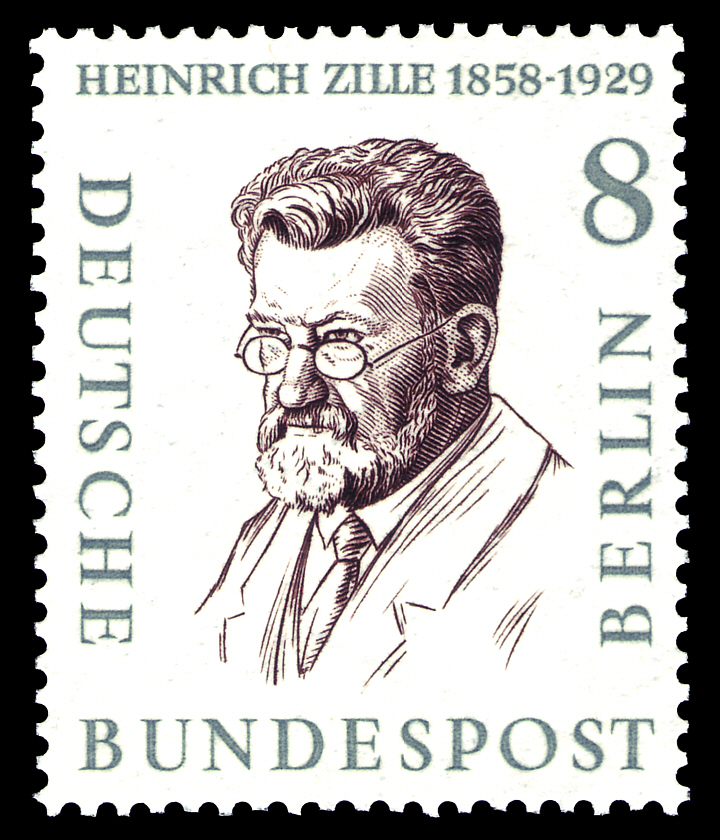
К 100-летию со дня рождения
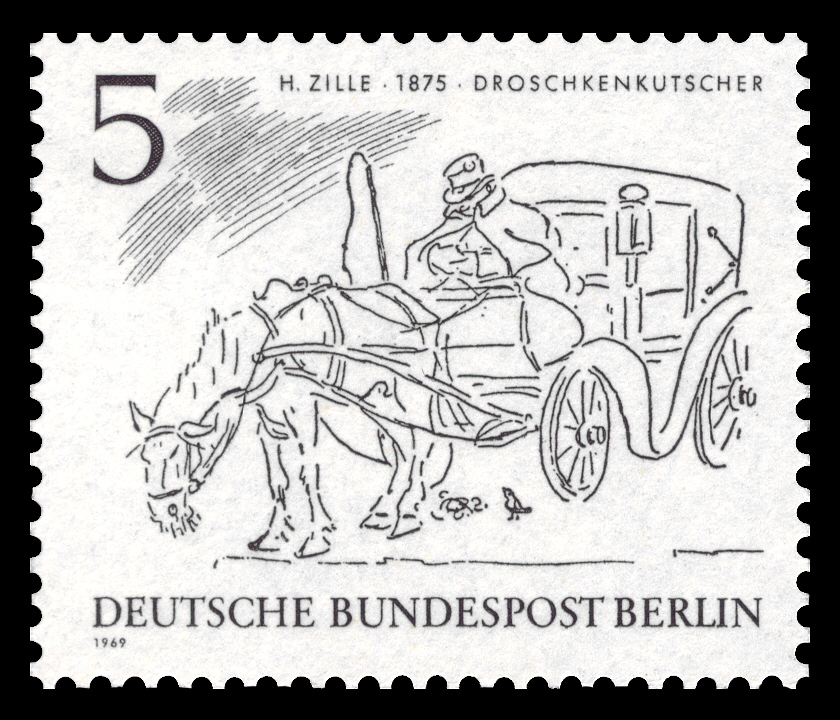
Почтовая марка 1969 года